# 哈萨克斯坦国家石油天然气公司
哈萨克斯坦国家石油天然气公司是哈萨克斯坦的国有石油和天然气公司，简称哈油气。目前和中石油合作建立中哈石油管道、中國-中亞天然氣管道。